# 军事理论
军事理论是指一切與战争有關的理论。 军事理论家不僅要詳細闡述過去戰爭的來龍去脈，还要研究未來全球的战争趋势。 军事理论不同于军事学。军事理论更側重解釋過去戰爭胜利的原因，并論證有關部門應盡可能地如何做才能赢得战争。